# 保定 (北周)
保定（ほてい）は、南北朝時代の北周において、武帝の治世に使用された元号。561年正月 - 565年12月。

## 西暦・干支との対照表
| 保定 | 元年  | 2年   | 3年   | 4年   | 5年   |
| 西暦 | 561年 | 562年 | 563年 | 564年 | 565年 |
| 干支 | 辛巳  | 壬午  | 癸未  | 甲申  | 乙酉  |

| 前の元号 武成 | 中国の元号 北周 | 次の元号 天和 |